# Lewisburg (Pennsylvania)
Lewisburg è un comune (borough) degli Stati Uniti d'America, situato nello stato della Pennsylvania, nella contea di Union, della quale è il capoluogo.